# 日本文芸社
株式会社日本文芸社（にほんぶんげいしゃ、英: NIHONBUNGEISHA Co.,Ltd）は、日本の出版社。株式会社メディアドゥの完全子会社。自費出版も手がける「文芸社」との関係はない。

## 概要
兵庫県姫路駅前で「新興書房」を経営していた夜久勉が1948年（昭和23年）10月に上京し、“本の街”神保町に土地、家屋を購入したことをきっかけに、雑誌・書籍の仕入れと特価本の取り扱い、その後出版物の刊行を始める。1959年（昭和34年）1月に法人組織として「株式会社日本文芸社」を設立。
当初は雑誌「現代読本」や健康実用書を中心に書籍を刊行していたが、その後「実話三面記事」「漫画娯楽読本」等の大衆雑誌を創刊する。一時期社名を「株式会社相互日本文芸社」と変更したこともあるが、現在では設立時の社名に戻し、創業者の夜久が逝去したあと、1976年に広告代理店の旭通信社（現・ADKホールディングス）が資本参加。2014年には完全子会社化した。2016年にはダイエットジムの「ライザップ」で知られる健康コーポレーション（後のRIZAPグループ）の傘下となった。2021年3月30日付で電子書籍取次大手のメディアドゥがRIZAPグループより日本文芸社の全株式を取得し、メディアドゥグループの完全子会社となっている。
趣味・健康といった広く読者が求める知識ニーズに応えるため、「日常生活において役立つ“知識”の提供と“大衆娯楽”の出版を通じて社会貢献すること」を出版理念とし、雑誌部門においては「週刊漫画ゴラク」を柱とする青年コミック誌を中心に、さまざまな趣味、娯楽雑誌を展開。また、書籍部門では実用書をはじめ一般書、新書などの商品構成をもつ総合出版社となっている。
1968年（昭和43年）にはNBブックスで発行していたハウツーものが重版を重ね、その中から好調な40点を選んで1970年（昭和45年）3月に「ダルマブックス」とシリーズ名を付し再発行を行った。また、1983年（昭和58年）には「ラクダブックス」を創刊、同年9月発行の『和田アキ子だ 文句あっか!』が著者によるプロモーションが功を奏し、発売3ヶ月で100万部突破という戦後最大の瞬間風速的ベストセラーを記録している。一方で1963年（昭和38年）には金田一京助監修の『新当用国語辞典』、1978年（昭和53年）2月には松枝茂夫・古田東朔が監修し、当時の社長兵頭武郎が就任後手がけた『現代国語辞典』が発行されている。
2011年（平成23年）11月には、レディー・ガガとファッション・フォトグラファー、テリー・リチャードソンのコラボレーションによる、ガガ初の公式写真集、『LADY GAGA×TERRY RICHARDSON』の日本の版元となっている。
2019年（令和元年）9月2日、本社を長年置いていた東京都千代田区神田神保町1丁目7番地の日本文芸社ビルから、東京都江東区毛利2丁目10番18号へ移転した。
2022年（令和4年）4月11日、本社を東京都千代田区一ツ橋1丁目1番1号パレスサイドビル8Fへ移転。

## 主な刊行物

### 雑誌
- 週刊漫画ゴラク（毎週金曜日発売）
  - コミックヘヴン（偶数月9日発売）

### 電子雑誌
- 漫画ゴラクスペシャル

### 書籍
- 各種実用書・一般書
- 学校で教えない教科書シリーズ
- マンガでわかるコミックBOOKシリーズ
- パズルポシェットシリーズ
- 眠れなくなるほど面白いシリーズ
- 日文新書
- 日文図解新書
- 日文実用PLUS
- マンガで読む名作
- 女子のライザップ

### コミックス
- ニチブンコミックス

### 休刊・廃刊した雑誌
- 現代読本（1956年-[6]）
- 週刊事件実話（1960年-[7]）
- 別冊事件実話（1961年-[6]）
- 実話三面記事 速報版（1961年-[8]）
- 別冊実話三面記事（1962年-[6]）
- 大衆実話（1962年-[6]）
- 不思議な雑誌（1963年-[6]）
- 実用娯楽版（1963年-[6]）
- 話のタネ本（1963年-1971年[9]）
- 話のチャンネル（1971年-2004年[10]）
  - ビデオ情報（1988年-2000年[11]）
  - (遊)プレイタウン情報（1989年-1997年[12]）
- 特ダネ最前線（1979年-2004年[13]）
- カスタムコミック（1979年-1982年[14]）
- COMICばく（1984年-1987年）
- 別冊漫画ゴラク（1981年-2014年）
- 麻雀ゴラク（1985年-1995年[15]）
- トラックボーイ（1986年-2002年[16]）
- Hacker（1986年-1989年[17]）
- パチンコファン（1987年-1995年[18]）
- 競馬ゴールド（1990年-2007年[19]）
- Soiree（企画・編集：ワンズ、1990年-1999年[20]）
- ゴルフレッスンコミック（1990年-2019年）
- 歴史Eye（1991年-1995年[21]）
- イラストロジック（1993年-2013年[22]）
- 漫画ゴラクネクスター（1994年-2008年）
- 懸賞生活（1996年-2005年[23]）
- 漫画パチンコ大連勝（1997年-2015年）
- スケルトンくらぶ（2000年-2013年[24]）
- 漫画パチスロ大連勝（2000年-2009年）
- 花恋（2005年-2019年）
- コミックBREAK（旧名：漫画ゴラクカーニバル）（2008年 - 2009年）
- 食漫（2009年 - 2010年）
- web花恋（2014年-2019年、電子書籍雑誌）
- 漫画ゴラクスペシャル（2013年 - 2020年）※電子媒体へ移行後、2025年に電子媒体としても休刊
- がっつり!プロ野球

など

## Webメディア・アプリ
Webメディア
- ゴラクうぇぶ!
- つくりら
- ラブすぽ

アプリ
- マンガTOP[25]

終了
- ケータイコミックブレイク（2015年終了、携帯サイト）

## 漫画レーベル
- comicフレーバーズ
- urakoi
- Melty Bullet

## トラブル

### 資格本に関する係争
2005年（平成17年）から発行している『最新保育士合格完全ガイド』と『最新調理師合格完全ガイド』の2種の資格本について、多数の誤記の指摘が同社に寄せられた。このため同社が調査したところ、『最新保育士合格完全ガイド』からは約170ヵ所、『最新調理師合格完全ガイド』からは約290ヵ所の誤記が見つかった。これを受け、同社は2冊を絶版とする措置を行い、2008年（平成20年）版について、同社は編集を委託した株式会社超音速に対し、支払った製作費と予定利益計約1000万円を求め、2009年（平成21年）3月に東京地裁に提訴。これに対し超音速側は指摘された約460ヵ所の誤記について、「すべてが誤記ではない。また、編集は請け負ったが、最終的に校正を担当した出版社側の責任までも下請が負うのは納得できない」と反論したが、2011年（平成23年）9月に和解が成立した。

### 将棋本に関する係争
2009年（平成21年）2月、行方尚史著とした「一人で学べる!強くなる将棋入門」を刊行。しかし実際には著者とされる行方は全く関与しておらず、内容面においても行方の棋譜の無断使用、ずさんな解説を行ったということが本人の問い合わせをきっかけとして発覚し、絶版とした。2011年（平成23年）1月、著者側に事情を説明した上で和解が成立、「週刊将棋」2011年2月2日号18面広告欄と「将棋世界」2011年3月号215ページ広告欄においてその旨と謝罪文を掲載した。